# 香川県ネット・ゲーム依存症対策条例
香川県ネット・ゲーム依存症対策条例（かがわけんネット・ゲームいぞんしょうたいさくじょうれい、令和2年香川県条例第24号）は、香川県議会が2020年1月10日に提出、3月18日に可決・成立、4月1日に施行させた、日本初のゲーム依存症対策に特化した条例であり、未成年者のインターネットとコンピュータゲームの利用時間について自主的な取り組みを促す条例である。マスメディアからは「ゲーム条例」または「ゲーム規制（制限）条例」と呼ばれているが、『規制（制限）』については少なくとも表題にない文字のため、正確な略称と言えるものではない。

## 概要
香川県議会の議長であり、対策条例検討委員会の会長でもある大山一郎は、ある時自身の娘やその友人たちがゲームに没頭していたことを問題視し、「ゲーム脳」という存在を知り、条例の考案が始まった。大山一郎は10年以上前から選挙運動の演説で「ゲームは前頭葉を壊す(ゲーム脳として科学的根拠は否定されている)」「女は家庭で飯を作る存在でなければならない」といった主張をしている。世界保健機関 (WHO) が日常の生活よりもゲームを優先する状態などが1年以上続く状態を「ゲーム障害」として疾病として定義、ICD-11に採用するなど、国際的な関心が高まっていることなどを受けて、香川県を発行エリアとし、以前から県民の生活習慣改善に関するキャンペーン報道を展開してきた地方紙の四国新聞がこの依存症に着目。2019年1月からゲーム依存から子供たちを守る取り組みを開始した。四国新聞のキャンペーン報道をきっかけとして、香川県議会は2019年の春に議員連盟が発足。同年秋から条例検討委員会を開催して議論を重ねたり、パブリックコメントの公募を行う（後述）などした結果、大山議長が「本来であれば依存症対策は国がやるべきことだが（条例をきっかけに）色々なところで議論になればいい」と語り、2020年1月10日に同県議会に議員提案として提出した。
3月18日の県議会にて、議長を除く議員40人で採決しようとしたが、「パブリックコメントの詳細な内容を把握していない以上、賛否の判断はできない」として、リベラル香川は採決前に退席したため、棄権となった。その後の採決で、自民党県政会や公明党議員会など賛成22で条例案は可決された。なお、自民党議員会と共産党県議団は同議案に反対した。
同条例は18歳未満を対象として、ゲームの利用時間を1日60分、休日は90分までとし、スマートフォンは中学生以下が21時まで、それ以外は22時までとする目安を設け、家庭内でのルール作りを促している。なお、学習目的での利用についてはその限りではなく、条例に違反しても罰則などの規定はないとしている。そのため、条例の実効性は低いが、「家庭への介入」「学業との両立は可能」等と反発もあり、条例での制限についても専門家の意見が分かれている。
第2条において、「ネット・ゲーム」を「インターネット及びコンピュータゲームをいう」と定義しているため、家庭で遊べるオンラインゲームやコンシューマーゲーム（テレビゲーム・携帯型ゲーム）のみに限らず、アミューズメント施設等に設置されているアーケードゲームも制限対象に入る。
第11条において、事業者に対しても「課金システムなど子どもの依存症を引き起こすようなものについては自主規制する」「通信事業者はフィルタリングソフトウェアなどを活用する」と対策を要求している。
素案では1日60分、休日は90分までの使用制限対象が「スマートフォン等」と示されていたが、インターネット上などから批判が相次いだことを受けて、後に対象が「コンピュータゲーム」へ変更された。なお、1月10日の検討会ではゲームにおける課金システムも制限対象に入れるべき等の厳しい修正を求める声も上がっていた。また、3月12日の検討会でパブリックコメントの結果の共有と、第18条のタイトルを「子どものスマートフォン使用等の制限」から「家庭でのルール作り」に変更、使用時間の「基準」を「目安」へ変更、学習や連絡目的の使用を規制時間の対象外にするなど、文言を和らげた。
大山議長は「四国・中国地方の議長会でもその意義を訴え、国に対してもいろいろと働きかけていきたい」と語っており、実際に厚生労働省が2020年2月に中央省庁や医療・ゲーム関係などの業界団体を集めた初会合を開催し、ゲーム依存症についての対策を協議した。

### 評価
本条例が施行された4月1日には、新型コロナウイルスの感染拡大に伴う学校の休校措置によって増加していた子供たちのゲーム利用時間が減少に転じたが、その後の緊急事態宣言の発令に合わせて再び増加傾向に転じ、香川県内でのゲーム利用時間平均は全国と比較しても差が出るほどではなかったと分析され、条例の影響力は少ないと評された。
香川県は、条例の附則において、施行後2年を目途に施行状況等を勘案し、必要があれば措置を講ずるとしていたが、2022年2月の定例県議会では本条例に関連する質疑は一切行われず、翌4月に議長に就いた高城宗幸は、就任会見で「今現在としては見直す必要はないのかなと感じております」と答弁した。

## 条例に対して指摘されている問題点
本条例は、条例の内容と条例の制定過程の両面から問題視されている。
条例の成立に至る過程で「科学的に証明されていない疾病の予防」、「通信の制限」、「経済的権利の妨害」、「パブリックコメントの隠蔽改竄」など、複数の問題点が指摘されている。また、弁護士の作花知志は日本国憲法で保障されている個人の自己決定権や幸福追求権、プライバシー権に対する不当な干渉であり、第13条に違反する可能性があると指摘している。
香川大学法学部の三野靖教授は「なぜこの条例を制定したのか、そしてなぜ（ゲーム利用の）時間制限なのか、なぜパブリックコメントは公にできないのか、説明できない中で採決したっていうことは極めて議会として無責任な対応だと思います」と述べている。
条例に賛成しなかった自民党議員会と共産党県議団、リベラル香川の3会派は、2020年4月27日に条例が制定された過程の問題点を洗い出す必要があるとして検証委員会の設置を求める申し入れを行ったが、大山議長は申し入れに返答せずに4月30日に議長を退いた。後任の西川昭吾前副議長は、これ以上の議論の必要はなく、検証委員会を立ち上げる予定はないとしている。また、同じく後任の十河直副議長は検討委員会でのパブリックコメントの取り扱いについて「私のほうでは承知してないし、いつどのようにしてやったかも、実は勉強不足で、分かっておりません」と述べ、この発言に対して西川議長は、今回のパブリックコメントについては住民投票の様な形ではないため、慣例に倣って重視して話し合わなかったことを言っているという内容の答弁をしている。西川議長は5月22日の再度の申し入れの際には今後の条例制定の透明性を高めるための議論を「議会改革検討委員会」の中で行う方針を示したが、6月1日の会派連絡会で条例は済んだことであり議論が平行線を辿ることはわかりきっている改革検討委員会の設置は不要だとして方針を撤回し再び態度を翻した。6月22日に提示された回答書においても「条例は適正な手続きを経ていて、過程の検証や内容の見直しを行う必要はない」として検証委員会の設置を拒否し、これを受けて3会派は条例検討委員会の手続きを定めることなどを求めるため「議会改革検討委員会」の設置を西川議長に要請した。
5月25日、香川県弁護士会は、本条例が制定の根拠に欠け、憲法や児童の権利に関する条約に反する部分があるとして、条例の廃止および条例18条2項の削除を求める声明を公表した。声明の中で、「ネット・ゲーム依存症」を成人の薬物依存と同視する論拠が不明確であることや、ネット・ゲーム依存症が社会問題となっている社会的事実が見出せないこと、世界保健機関が定義するゲーム障害はゲーム行動ではないインターネット利用を対象とせず、「ネット・ゲーム依存症」と「ゲーム障害」の定義が一致しないため、インターネット依存を防止する根拠にならないとし、そもそも立法事実を欠いていると指摘している。これに対して、県側は「本条例の廃止および本条例18条2項の削除については、理由がない」との見解を示し、教育委員会や久里浜医療センターの独自調査を根拠に「臨床的に未成年者のゲーム依存が学力・体力・精神に悪影響を及ぼすあるいはその蓋然性が高い」と主張している。さらに、「保護者が子供の余暇の時間を制限することは保護者の責務として当然」「子供の学習権を実現する目的で一定の制約に服することがあるのは憲法上、当然の帰結」等の主張も述べている。
6月17日、高松市の個人から条例の廃止と制定過程の問題点を県民に説明することを求める陳情書が議会へ提出された。提出された陳情は条例の抜本的な見直しを求めるものと、不透明な制定過程の検証を求めるものの2件で、議会は多数決を取り、陳情をどちらも不採択とした。
2021年11月22日、条例の施行2年を前に、条例の内容について再検討を求める陳情が議会へ提出された。議会では共産党議員団、自民党議員会、かがわ立憲みらいの3会派16人を除く賛成多数でこれを不採択とした。
2022年2月定例県議会では本会議や常任委員会の場ではネット・ゲーム依存対策に関する質問はなく、翌4月に議長に就いた高城宗幸は「今現在としては見直す必要はないのかなと感じております」と述べた。

### 規制の科学的根拠
条例ではゲームの利用を60分までとして、インターネットの利用時間も規制することで依存症の予防法としているが、依存症に対して有効な手段であるという根拠がないと指摘されている。ネット・ゲーム依存が早くから社会問題となっていた韓国でも利用時間を制限する形の規制（青少年夜間ゲームシャットダウン制）をかけたが、ネット依存や睡眠時間の改善について有効な結果は得られなかったとされる研究結果が報告されている。
また、四国新聞の2020年1月21日付の朝刊にて、精神科医の和田秀樹が「特にゲーム依存はギャンブルやアルコール以上に依存性が指摘されている」と述べているがこれを裏付ける研究は現存せず、逆にインターネットゲームはギャンブルよりもはるかに依存性が低いとする研究結果が報告されている。
なお、大山一郎議長は、「今のオンラインゲームは（素案で使用90分までとしましたが）2時間が限界だと思います」と述べている。

### ネット・ゲーム依存防止対策学習シート
条例を受けて香川県教育委員会義務教育課が制作した「ネット・ゲーム依存防止対策学習シート」について、大阪大学の井出草平講師は原文であるキンバリー・ヤング博士のインターネット依存症に関するスクリーニングシートからかけ離れ、中学生版チェックシートにおいてはWHOが策定した診断基準を逸脱しており、小学生版においては疑似科学が記載され、加えて依存症による脳機能への影響の説明にも印象操作が疑われることなどから、規制をすることが目的と化しているのではないかと指摘している。
また、2023年8月には日本行動嗜癖学会および市民団体のコンテンツ文化研究会より、学習シートに引用元の論文には示されていない因果関係が述べられているなど、医学的、科学的な誤りや問題点があるとして公開質問状を出したが、県教委は「回答しない」と決定した。

### 検討委員会
香川県議会は、2019年の9月に大山一郎議長を委員長とする検討委員会を立ち上げ、条例の素案を非公開で傍聴できず、議事録も取らない「密室」で議論した。非公開で検討委員会を開いた理由として、大山議長はネット上での誹謗中傷や議員個人への恫喝などを理由に「（検討委員の）皆さんが思っている正しいことを言えるようにしたいということで、非公開にしたというのが現実であります」と述べ、議事録を残さなかったことも「これまでの慣例」だとしている。
また、この検討委員会にはゲームやインターネットのコンテンツに直接的に関係しない電気通信事業者であるNTTドコモ四国支社のみヒアリングに呼ばれ、条例で規制するゲームやインターネット関連の業界関係者は一切呼ばれなかった。

### パブリックコメントを巡る報道
香川県はパブリックコメントの募集を行ったが、募集期間は1月23日から2月6日と通常の半分の僅か2週間、意見の募集対象者を「香川県に住所を有する個人か、インターネットやビデオゲームに関する事業者」に限定する異例の形式を取った。募集期間が半分になった経緯について、コンテンツ文化研究会が議会事務局に問い合わせると、「審議スケジュールを予定通りに進めるため」「香川県議会と香川県は別組織であるため、香川県のルールには従いませんでした」という回答を得たと同代表の杉野直也は述べている。
このパブリックコメントに対して、異例となる2615件の県内の個人・団体、71件の関連事業者、合計2686件の意見が寄せられた。また、そのうちの2269件が賛成意見であり、県民に至っては全体の9割近くから賛同を得たと議会事務局は説明している。しかし、そもそもパブリックコメントは賛否を問うものではなく、賛否の意思表示を求めてもいなかった。
検討会では賛成派の意見として、「依存症を減らせるきっかけになればいい」「時間を区切ることが節度ある生活習慣につながる」「60分の制限時間は妥当」などが挙げられ、反対派の意見として、「長時間没頭したら危ないのはゲーム以外でも同じ」「各家庭のしつけやルールの問題で、行政が介入すべきではない」「制限時間の根拠が明らかではない」などが挙げられた。反対意見について、「時間制限は子どもの睡眠時間を確保し、規則正しい生活習慣を身に付けさせるために必要」「制限時間は久里浜医療センターの調査に基づくもの」などと県議会事務局は説明している。
寄せられたパブリックコメントが公開されたのは3月12日、公開内容は概要のみで80ページの文書のうち、賛成意見はわずか1ページ、反対意見は70ページ以上となった。反対意見について大山一郎議長は「賛成意見がほとんどで、反対意見はほとんどが誤解によるもの」とコメントしている。これに対して、全意見の早期公開を求め、共産党県議団と自民党議員会が3月16日に検討委員会へ申し入れを行った。
3月17日に香川県は概要をホームページに掲載したが、翌日には条例が可決成立されたため、十分に議論が広まる時間が取られていない点も批判の対象となっている。同日、委員会からパブリックコメントの全意見の公開について、開示されるのは検討委員のみであること、開示期間は本会議終了後の18日13時から19日17時までの1日のみであること、パブリックコメントの内容をメモに取ったり口外することを禁止することを条件に公開すると回答があったことを共産党の秋山時貞県議が自身のTwitterで述べた。
また、合田隆胤観音寺市議会議員が、2月16日付けの自身のブログにて賛成意見を身近な人の意見として紹介していることに加え、ねとらぼの編集部宛に匿名で賛成意見に対する名義貸しを示唆する様な内容の手紙が届いていること、更に検討委員会の委員でパブリックコメントの原本を閲覧した県議会議員が地元テレビ局であるKSB瀬戸内海放送（テレビ朝日系列）の取材に対し、賛成意見の大半が単に「賛成です」「賛同します」など、同じような書式のものであったと証言するなど、パブリックコメントに対して動員をかけたのではないかと批判を浴びている。自作の記入用紙を作成し50枚ほど配布して意見を取りまとめて県議会に提出した県内の市議は「大山先生が取り組んでいるので、協力できたらと思った」と述べているが、別の市議は「議員がやるべきではない」と話している。
4月13日、KSBや朝日新聞などが情報公開請求したパブリックコメントの原本が開示された。原本の中では、前述の議員による証言通り、賛成意見は「賛成します」「賛同します」という全く同じ文面と書式のものが多数で、短時間の間に相次いで送信されていることが明らかになった。また、件名には「依存症」を「依存層」と誤りながら「ネットゲーム依存症対策条例が通る事により、皆の意識が高まればいい」との表現が含まれているものが21件あり、「条例にについて」と記された50件の意見の内の大半では「ネットゲーム依存条例に賛同」か「ネットゲーム依存条例に賛成」とだけ記されていたり、同様の誤りを含む賛成意見が多数あること、理由については無回答であったことが判明している。
更にKSBのニュース映像ではそれらの意見はいずれも同一のIPアドレスから送信されていることが確認できるため、「誰かが香川県庁内から大量のパブコメを送ったのではないか」という声がネット上で上がる事態となったが、県議会事務局は県のホームページの「ご意見箱」にて意見を送った際の仕様であるとして、指摘を否定している。なお、送信者の住所や名前といった個人情報は議会事務局の職員によって黒塗りされており、該当者（または法人など）が実在するかどうか確認せずにカウントしていたことなどが報じられている。また、「ご意見箱」には個人情報の真偽を確認する術がなく、簡単に連続で意見を送信できることが確認されている。
6月24日の情報法制研究所のシンポジウムに先駆けてLINE執行役員の江口清貴と東京国際工科専門職大学の齋藤長行教授が率いる調査チームがパブリックコメント全文をテキストマイニングによって分析したところ、賛成意見には「ネットゲーム依存条例について条例通過により、明るい未来に期待しています。賛同いたします。」、「明るい未来に期待して、賛同致します。」、「明るい未来を期待し、賛成します。」などの類似するコメントが多くあることが数値化されて示され、ほぼ同一の文章で同じような時間帯に投稿されているという報道を裏付ける結果が得られた。一方、反対意見には反対する理由として「香川県議会事務局政務調査課に対して」、「時間制限に根拠があるのか」、「条例18条で時間制限を行政として定めていいのか」、「科学的な根拠は本当にあるのか」などが挙げられたという分析結果が得られた。また、パブリックコメントを受け付けたシステムに関する情報公開請求を行ったと取材に答えている。
パブリックコメントに対する議会の振る舞いは、パブリックコメントが賛否を分けた多数決であるかのように誤解を与え、パブリックコメントの信頼を損ねるものであったとし、結果の公表方法に問題があったなどとして、今回の条例の制定過程を検証するように求める意見書を、京都市の市民団体が提出した。
2021年3月15日、条例の議決前に募集が行われていたパブリックコメントの賛成意見に同一表現のものが多数確認されたことなどに対して、高松市の男子高校生を筆頭とする香川県民15人が、容疑者不詳とした私文書偽造容疑などの告発状を県警高松北署に提出した。KSBによると、「他人名義を許可なく、または、実在しない情報を使用し、県民の多くがこの条例の制定を求めているかのように偽造した可能性が高い」としているとのこと 。

### 審議
3月12日にパブリックコメントの概要が示されたものの、当日は会合の最終日であった。内容を精査する時間を要求した委員もいたが、「賛成も多いし早く採決しよう」と促す声があり、20分で審議は打ち切られた。この際、自民党県政会の氏家孝志議員が「賛成がこれだけ多いんだからもう決をとったら」と発言した。審議時間が短く、検討委員に対してもパブリックコメントの全容も開示されない状況下で、パブリックコメントの意見を十分に精査できずに18日の本会議に臨まなければならず、県民に対して責任が果たせないと検討委員の秋山時貞議員は述べている。
県議会の一般質問の答弁にて前述の香川県弁護士会の会長声明について県議会の考えを質した質疑には、条例に賛成した議員からのやじが飛び交った。

## 訴訟
2020年5月14日、本条例は基本的人権を侵害しており違憲であるとして、高松市に在住している親子が高松地方裁判所に提訴することが報じられた。この親子は係争費用を賄うクラウドファンディングで600万円以上の支援を集めた。9月30日に県を相手取り提訴した。12月22日に第1回口頭弁論が開かれ、2021年6月14日に第3回口頭弁論が開かれた。第3回口頭弁論において、香川県側はネット・ゲーム依存症の治療や予防の必要性を裏付ける事実として複数の医学文献を提示したが、9月15日の第4回口頭弁論で原告側は、提示された文献にあるアメリカの精神医学会の手引きにおいて、インターネットゲーム障害は『今後の研究のための病態』として掲載されているもので、条例の科学的根拠や正当性は認められないと主張した。その後原告側から訴訟の「取り下げ書」が提出されたが、県側は取り下げに同意せず、2022年8月30日の判決で条例は合憲とされた。その後原告から10月31日の控訴期限までに控訴がなく、判決が確定した。また、2021年8月には被告側の弁護士費用が求められている損害賠償金額を超えていることから、県民らが監査請求を行った。香川県の監査委員会は住民監査請求を棄却し、後に提訴された裁判費用を巡る住民訴訟についても、香川県側は争う姿勢を示している。

### 原告の主張
- ネット・ゲーム依存症という疾患は存在せず同条例は科学的根拠を欠き条例制定は違法である[83]
- 子・親はゲーム時間を決める自由があり日本国憲法が保証する幸福追求権や自己決定権[93]などの基本的人権を侵害している[83]
- eスポーツを家庭で楽しむ機会を持つことは基本的人権で保障された人格権・幸福追求権・自己決定権・プライバシー権の行使である[84]
- 条例は県民に「義務規定」であるという印象を与える目的でリーフレットが作成され、県民に条例を義務的に守らせようとしている[86]
- 条例の対象を18歳未満としたかの科学的根拠が不明確[94]

### 被告の主張
- 疾患として一律認定されているわけではないが治療、予防が必要で専門的な治療機関があり科学的根拠は必須ではない[83]
- 家庭内での目安に過ぎない[83]
- 原告らが指摘する親権・監護権・養育権等の民法上で認められているものは基本的人権として保障されているものではない[84]
- 原告らが主張する『eスポーツを楽しむこと』は基本的人権とは言えない[84]
- 条令に盛り込まれたスマートフォンやゲームの利用時間は「努力目標」であって県民の利益を何ら侵害していない[86]

## 各所の反応

### 知事・市長からの反応
- 浜田恵造香川県知事は2020年3月23日に行われた定例記者会見で、条例制定を巡る県議会の一連の動きについて、「議会運営についてはコメントは差し控えたい」とした上で、ゲームメーカーや通信事業者への影響については「（条例が）その障害になるとは思っていない」とし、「県外の事業者の皆さんにも協力していただきたい」とコメントした。また、条例による県のイメージ低下については「批判の中に県のイメージの問題にもなるという意見もあったと思いますけども、それが事実である、あるいは大勢を占めるとは必ずしも受け取ってはいない」と語った[95]。一般質問の答弁においても「依存症につながるような過度の使用とならないよう求めるものと理解しており、インターネットやゲームの有用性を否定しようとするものではなく、憲法の理念や子どもの権利条約に反したものでもないと考えております」と度々指摘されている問題点はないとする立場をとっている[75]。
- 高松市の大西秀人市長は2020年3月25日に行われた定例記者会見で、非公開で会議録もない検討委員会で条例素案を練り上げたことやパブリックコメントの詳細を開示しないまま採決したことを挙げ、「オープンな形で議論されてもいい」と述べ、条例制定の過程に苦言を呈している。また、ネットやゲームについて、「学習効果が高いものや、娯楽や趣味にもなるなどいい面もある。一方で、依存症など悪い面もあり、活用と規制を使い分ける必要がある」ともコメントしている[96]。また、2021年12月14日の市議会においても条例の策定段階で高松市が意見を述べる機会は得られなかったと明らかにした[42]。しかしこれらの苦言とは裏腹に、高松市・高松市教育委員会は業務時や新聞などを除くメディア断食（ノーゲーム、ノーネット、ノースマホなど）を呼び掛けるノーメディア事業を実施している。

### メディアからの反応
- 産経新聞は2020年1月26日付の社説において、「長時間ゲームにのめり込めば、心身に悪影響が出ることが分かっている。そうした害から子供を未然に守るため、一定のルールは必要である」として、香川県における試みを評価し、肯定的な見解を示している[4]。
- 朝日新聞は2020年1月23日付の社説にて、「インターネットやコンピューターゲームの利用にのめり込む依存症への対策は急務だ」としたが、「子どもに対する保護者の責任や親子間の愛着を育む大切さを強調し、一律に利用を制限するような考えには危うさを禁じ得ない。再考するべきだ」として、条例の素案を一旦見直すよう、香川県議会に促している[3]。
- 高知新聞は2020年2月4日付の社説にて、条例素案における線引きが曖昧であるほか、検討委員会における議事録が未作成である点を挙げた上で、目に見える議論をもっと重ねるべきだと指摘している[5]。
- 中日新聞と同新聞の系列紙である東京新聞（ブロック紙）は2020年3月23日付の社説にて、今のゲームはクリアに要する時間が長いものが多く、60分以内では欲求不満がたまる可能性を指摘した上で、「時間制限で問題は解決できるか、議論が必要だ」と述べている[97][98]。
- 京都新聞[注 6]は、2020年1月28日付のコラムにて、海外のゲーム制限事例を挙げ、香川県議会が依存症の問題に一石を投じたのは確かだと述べた上で、「一律の時間規制がなじむかも含めて、各家庭でルールを話し合うきっかけになればと思う」と論評している[99]。
- 北海道新聞（ブロック紙）は2020年3月23日付の社説にて、依存症の定義が抽象的な上に、更に依存症の予防を理由として、子育てにまで踏み込んでいる点を挙げ、「多くの保護者がゲームにふける子どもに手を焼いてきたのは事実ではあるが、改めて条例で定める必要性に乏しく、寧ろ公権力による家庭への介入という危険性をはらんでいる」と批判した[100]。
- 毎日新聞は2020年4月5日付の社説にて、行政による家庭への介入や利用時間を決めることでゲーム依存から脱却出来るのかという問題があるとした一方、ゲーム事業者に対して、子どもの健全な成長が阻害されないよう自主的な規制に努めることなどを要請したり、香川県がゲーム依存者に対しての相談支援の推進や人材養成など、医療提供体制の整備を講じるように明文化したことを評価した[101]。
- アメリカのニューヨーク・タイムズ（電子版）は2020年6月12日付の記事にて、本条例はゲームを日本の家庭を脅かすものとして表現するなどイデオロギー的な傾向を示している[注 7]とし、条例には強制力はないものの、公的な提案に従うことを求める社会的圧力があると伝えている[102]。

### 識者からの反応
- WHOでゲーム障害の認定のためのロビイングを行っていた[103]、国立病院機構久里浜医療センターの樋口進院長はNHKの番組取材に対し、「条例はゲームをする時間などについての1つの指針となるので、子どもたちを説得しやすくなる。とても大事なことだ」と評価している[104]。また、NHKの番組にて、本条例が親子間でのディスカッションの1つの根拠になればいいと感じているとし、アルコール同様に依存を引き起こすものについてはある程度のガイドラインが必要と述べ、本条例を全国に広げる議論があってもいいとするものの、実際にどの程度の有効性があるかは評価されるべきとコメントしている[105]。
- ハドソン[注 8]の社員であった高橋名人は自身のブログなどで、以前から自らのキャッチフレーズとして掲げている「ゲームは1日1時間」を挙げた上で、このキャッチフレーズが生まれた1985年当時とは時代背景が異なっており、1時間という数字に根拠はないことから、条例による規制で縛るまでのことではなく、仮に条例などにする場合は子供が他で遊べる場所などを整備すべきであるとコメントしている[106][107]。また、NHKの番組にて、ゲームの利用時間を規制する有用性について「時期尚早かなとは思います」と述べ、利用時間については家庭、親子で話しあうべきであるとコメントしている[105]。
- 大阪大学の井出草平講師は、2020年1月25日に高松商工会議所で開かれた本条例に関する市民学習会における講演にて、海外の研究成果を挙げながらゲーム依存に陥る割合が1割未満であることを示し、「一律の時間制限は9割以上の無関係の人を巻き込む」と疑問を指摘した[108]。また、3月には現代ビジネスに寄稿した上で、マスコミによる依存症に対する過度な強調にも問題があるとし、前述の産経新聞の社説についても「科学的な研究に反している」とコメントしている[43]。
- 教育評論家の尾木直樹は日本経済新聞の取材に対し、ゲームの時間を定めることが依存症対策の全てではないものの、地方自治体が目安を示した上で、家庭においてルール作りを促した点は評価できるとし、日本国内では「ゲーム障害」を専門とする医療機関が少ないことから、今回の条例が、子どもが依存症に陥らないための方策を国や自治体などが考えるきっかけになればいいのではないかと語っている[9]。
- 参議院議員の藤末健三は、パブリックコメントの公募が通常よりも短い期間、香川県民のみに限られていたことについて、行政が手続きを自分たちに都合のいいように変えていると指摘し、県民が条例に基づいた運用を求めていかなければならないとする考えを示した[109]。
- 立憲民主党の栗下善行は、公開質問状に回答しない対応をとった県教委に対して、Twitterで「答えになっていない」と批判するなど[110]、条例及び制定後の香川県側の姿勢を度々批判している。
- 地元香川県選出の衆議院議員で国民民主党代表を務めている玉木雄一郎は衆議院本会議の代表質問にて「過度な規制をするべきではない」と制限に反対したほか、2023年10月に埼玉県議会にて自由民主党議員団を中心に制定が進められていた虐待禁止条例改正案を巡る騒動（後に取り下げ）について定例会見で触れた際に本条例を引き合いに出した上で「全国への波及も非常に大きいと思う」と述べている[111][112][113]。

### 業界からの反応
- 日本esports促進協会は2020年1月21日、条例がesports産業の健全な発展や選手活動に影響を与えることを懸念しており、「esports業界における選手活動とネット・ゲーム依存症の線引きに関して更なる多様性のある見地を集約し明確化していく必要性がある」との声明を発表した[114]。
- 国際ゲーム開発者協会の日本支部は2020年2月3日、香川県にパブリックコメントを提出すると共にその概要を公式サイトで公表し、「専門的知見の調査および専門家の意見を聴取したものではなく検討が不十分」と指摘し、「適切な調査・聴取と充分な議論が尽くされることを強く希望いたします」と表明した[22][115]。
- 日本アミューズメント産業協会は、施行後に香川県支部から要望があれば対応していきたいと思うと回答した[17]。
- コンピュータエンターテイメント協会は、CEROレーティングなどの年齢管理をすでに行っており、未成年のゲームプレイや課金システムについてはガイドラインを作成し、保護者との相談を促すことや課金システムの使用上限などを設けるなどの対策をすでに行っていると説明した[116]。
- バンダイナムコアミューズメントは、施行前の時点で「直営店舗での変更などは計画がない」とした[17]。
- イオンファンタジーは、対策が必要になった場合は店内に『利用時間は1時間以内』と掲示をする等の対応を検討すると回答した[17]。

### 他の都市での反応
- 大阪市の松井一郎市長は2020年1月15日、実効性のある同様の対策を検討するよう市の教育委員会に指示した[117]。なお、大阪府では既に2019年3月に利用時間を平日は30分、休日でも60分以内とした児童・生徒に対するスマホ利用のガイドラインを府下の各市町村教育委員会に示している。
- 秋田県大館市でも教育委員会がゲーム使用時間の目安を1日60分程とする条例案を検討していることが報じられた[9]。素案ではインターネットやゲームの過剰利用が学力や体力の低下、不登校、睡眠障害などを引き起こすと識者らが指摘していることを制定の趣旨に掲げ、市、学校、保護者それぞれの責務を明確にしている[118]。当初は成案化させ6月の定例会に提案する予定であったが[118]、違憲訴訟の動きが明らかになったことを受けて条例化を一時凍結[119]、その後2020年度中に議会へ提出する予定に変更している[120]。
- 小池百合子東京都知事は2020年3月19日の記者会見にて、本条例がどのような効果をもたらすのかを注視していく姿勢を示した[121]。その後、2021年2月24日の都議会本会議で「科学的根拠に基づかない内容で条例による一律の時間制限などを行うことは考えておりません」と答弁した[122]。東京都は既にインターネットやゲームの適正利用に関する啓発講座や相談窓口を設けて対応しており、個人の自主性を尊重する姿勢を強調した[122]。

### 著名人の反応
- 元首相の鳩山由紀夫は自身のTwitterにおいて、過去にゲーム好きの息子に1時間までと約束させたことがあるとし、基本は家庭で決めることだとの私見を述べた[123]。
- お笑い芸人のカンニング竹山は文化放送のラジオ番組において、この条例を時代錯誤であるとしたうえで、プログラミング教育やIT分野の育成が急務であることを踏まえて、「その人材育成をやらないといけない時に『ゲームが悪い』なんていうのは、すごくダメな条例ですよ。県としての考えが古い」とコメントした[124]。
- 脳科学者の茂木健一郎は「ゲームのプレイ時間だけを取り出して、そこを規制すれば済むと思っているところが違うと思う」と条例に反対する立場を示している[125]。
- 西村博之は条例による規制について「やめたほうがいいと思う」と述べ、子供自身が自分で気づいてコントロールできるようになるべきとコメントした[126]。

### インターネットでの反応
- インターネット上でTRPGに関する補助ツールを提供するWebサイトでは条例の第7条及び第11条に従った措置として「香川県民の利用はお断りいたします」と表明した[127]。ただしこの内容には「ネタにして茶化してるだけ」「ただの差別・誹謗中傷で真っ当な批判行為とはとても思えない」といった意見もSNS上などにて多数寄せられた。
- 香川県では2018年からテレビゲーム「ポケットモンスター」の人気キャラクターである「ヤドン」とコラボレーションし、ヤドンをうどん県PR団に任命した上で、スマートフォンゲーム「ポケモンGO」とのイベントを展開したり、ヤドンが描かれたマンホールの蓋を県内各地に設置したりする観光施策を行っている[15][128]。そのため、インターネット上でもこれらの施策への影響を懸念する声もあったが、香川県議会事務局は本条例はあくまで県民をネット・ゲーム依存症から守るための対策であり、ヤドンの観光施策を始め、香川県内で行われるeスポーツやGlobal Game Jamなどの教育イベントへの影響は無いと発言している[15][129]。

## 施行後
香川県教育委員会は2020年9月から10月にかけて、小学4年から高校3年の4881人を対象にスマホやタブレット、ネット接続可能なゲーム機などの利用に関する調査を行った。
その結果、1日当たりの利用時間が「3～5時間」という回答が3年前の前回調査と比べて小中高生でいずれも減少、「1～3時間」が増加した。依存傾向を問う8項目の設問では、「注意が必要」とされる5項目以上が当てはまった中学生が前回の3.4％から6.3％に、高校生が2.9％から4.6％にそれぞれ増加した。
利用時間は減ったが、依存傾向は強まったとも読める結果だが、成城墨岡クリニックの墨岡孝院長は、「調査は子供たちを対象に行っているが、そもそもゲームやネットの依存は本人が気付かないところに危険性があり、正確なものなのか疑問がある。またデジタル機器との付き合い方は幼少期の環境が重要で、条例があるからといって子供たちが利用時間を減らすとも思えない」と指摘した。
2021年3月8日に開かれた県議会の文教厚生委員会では、教育長より臨時休校や外出控えの最中において、条例や依存症対策学習シートの活用で影響を抑えられていると評価された。
2022年の夏休み中、香川県は小中学生からスマートフォン等を一時的に預かって宿泊・体験活動を行う「オフラインキャンプ」を試験的に実施し、参加した小中学生がゲームの時間管理ができるようになったなど、一定の効果があったと判断した。そして、2023年度から本格実施する方針を固め、2023年度の一般会計当初予算案に数百万円の関連事業費を計上した。
ただし条例は施行されたとはいえあくまで努力義務で拘束力・強制力はひとつもなく、いずれの項目も本当に条例に関する結果なのか不明であり、SNS上等では関連性が疑問視されている。

## 地元マスメディアの問題
この条例は地元で最も大きなマスメディアである四国新聞社が「ゲーム（インターネット）が子供に有害である」との記事により新聞大賞を授与されたことに事の発端が見られる。記事内容については久里浜医療センターの樋口進所長の論拠に基づいている。
大賞を受けたことで四国新聞社は樋口の論拠のみを正しいとして報道し、学説として既に過去に何度も否定されているゲーム脳まで真実だとして記事掲載を繰り返し、香川県内の高齢の読者層の支持を得た。ゲーム条例について県下の教育機関に配る教材を作る費用という名目であるが入札が行われた様子がないことが一部の識者から指摘されている。また、先述の久里浜医療センターに多額の経費を費やして県の職員を毎年研修に派遣することが決定した。
四国新聞はパブリックコメントの疑惑について通り一遍の報道はしたものの当然ながら追求の姿勢は見せず、全国の風潮を鑑みてゲーム条例についての報道も抑え気味となっていたが、2021年3月27日の記事でゲーム条例に疑問を呈し、採決方法やパブリックコメントの不正について証言していた立憲民主党の竹本県議会議員をバッシングし始めた。内容としては一般に公表されていないはずの情報を四国新聞社が記事に掲載したことを竹本議員が批判し、そんな新聞社はいらないと発言したことを捉え「民主主義に反する」「議員として失格」と竹本議員を批判したものである。
一方、四国新聞はゲーム条例のパブリックコメントや採決の際に行われた非民主主義的な自民党県政会については記事にしておらず偏りが見られる。県議会の中心となっている勢力が独断で決めた条例を批判すると地元新聞社に印象操作されて次の選挙に落ちるという構図が成り立ってしまう可能性があり危惧される。
また、四国新聞は当初はインターネットそのものを規制すべきだと主張し、子供はネットで記事を読まず、紙媒体の新聞を読むべきだと主張していた。

## 条例に関連する作品
- 「ガーンズバック変換」『ガーンズバック変換』所収 陸秋槎、早川書房、2023年 ISBN 4152102128
  - 本条例を参考にしたとは思われるものの、全く強制力のない本条例とは内容等が非常に異なりかつ強制力のある架空の『ネット・スマホ依存症対策条例』を施行後の未来を描くSF作品[134]。